# Peter Norton Computing

Logo von Peter Norton Computing

Peter Norton Computing, Inc., war eine US-amerikanische Softwareentwicklungsfirma, die von Peter Norton gegründet wurde. Die Firma wurde durch mehrere weitverbreitete Produkte bekannt, darunter Norton Utilities. Des Weiteren wurde der Norton Commander, besonders die MS-DOS-Version, zum Quasi-Standard für Dateimanager. Mehrere davon inspirierte Klone sind noch heute sehr populär.
Die Firma wurde im Jahr 1990 von Symantec aufgekauft, mehrere Produkte werden jedoch nach wie vor unter dem alten Namen vertrieben.

## Verbreitete Software
Diese Produkte wurden von Peter Norton Computing längere Zeit zum Teil mit sehr großem Erfolg vertrieben:
- Norton AntiVirus (NAV)[1]
- Norton AntiVirus for Mac (NAV)[1]
- Norton Backup
- Norton Commander (NC)[1]
- Norton Desktop for DOS (NDD)
- Norton Desktop for Windows (NDW)
- Norton Editor (NE)
- Norton System Works (NSW)[1]
- Norton Utilities (NU)[1]